# Андреевская набережная
Андре́евская на́бережная — в основном пешеходная набережная на правом берегу Москвы-реки в Гагаринском районе Юго-Западного административного округа города Москвы. Расположена между Андреевским мостом и Лужнецким метромостом или между Пушкинской и Воробьёвской набережными. К набережной примыкает Ездаков переулок.

## Название
Набережная получила название в 1902 году по находящимся на ней зданиям Андреевского монастыря.

## История
Андреевская набережная устроена в 1901—1902 годах и тогда имела длину 159 саженей (338 м). Она находилась в Андреевской слободе, где было несколько Андреевских улиц и стояли небольшие деревянные и каменные дома, большинство из которых было снесено в середине 1970-х годов во время строительства здания Президиума Академии наук. В сентябре 2004 года на набережной построили жилой комплекс Green Hills, в настоящее время идёт продажа квартир и коттеджей.

## Примечательные здания и сооружения
По нечётной стороне находится Москва-река.
По чётной стороне:
- № 2 — Андреевский монастырь
- № 3—4 корп. 1—12 — жилой комплекс Green Hills

## Транспорт
В конце набережной — станция метро «Воробьёвы горы», в 1 км от набережной — станция метро «Ленинский проспект».
Городской транспорт по набережной не ходит. Набережная является пешеходной, проложена велодорожка.

## Спорт и активный отдых
По Андреевской набережной можно совершать пешие и велосипедные прогулки, кататься на роликовых коньках и скейтборде, заниматься бегом вдоль Москвы-реки на большие расстояния от ЦПКиО им. М. Горького до Третьего транспортного кольца через Воробьёвскую набережную по специально выделенным дорожкам. На Андреевской набережной недалеко от станции метро «Воробьёвы горы» имеется пункт проката соответствующего спортивного инвентаря, а также небольшая закусочная. Для желающих позагорать на солнце на набережной оборудован пляж.
По Москве-реке от причала Андреевского монастыря можно прокатиться на речном трамвайчике.

## Фотографии

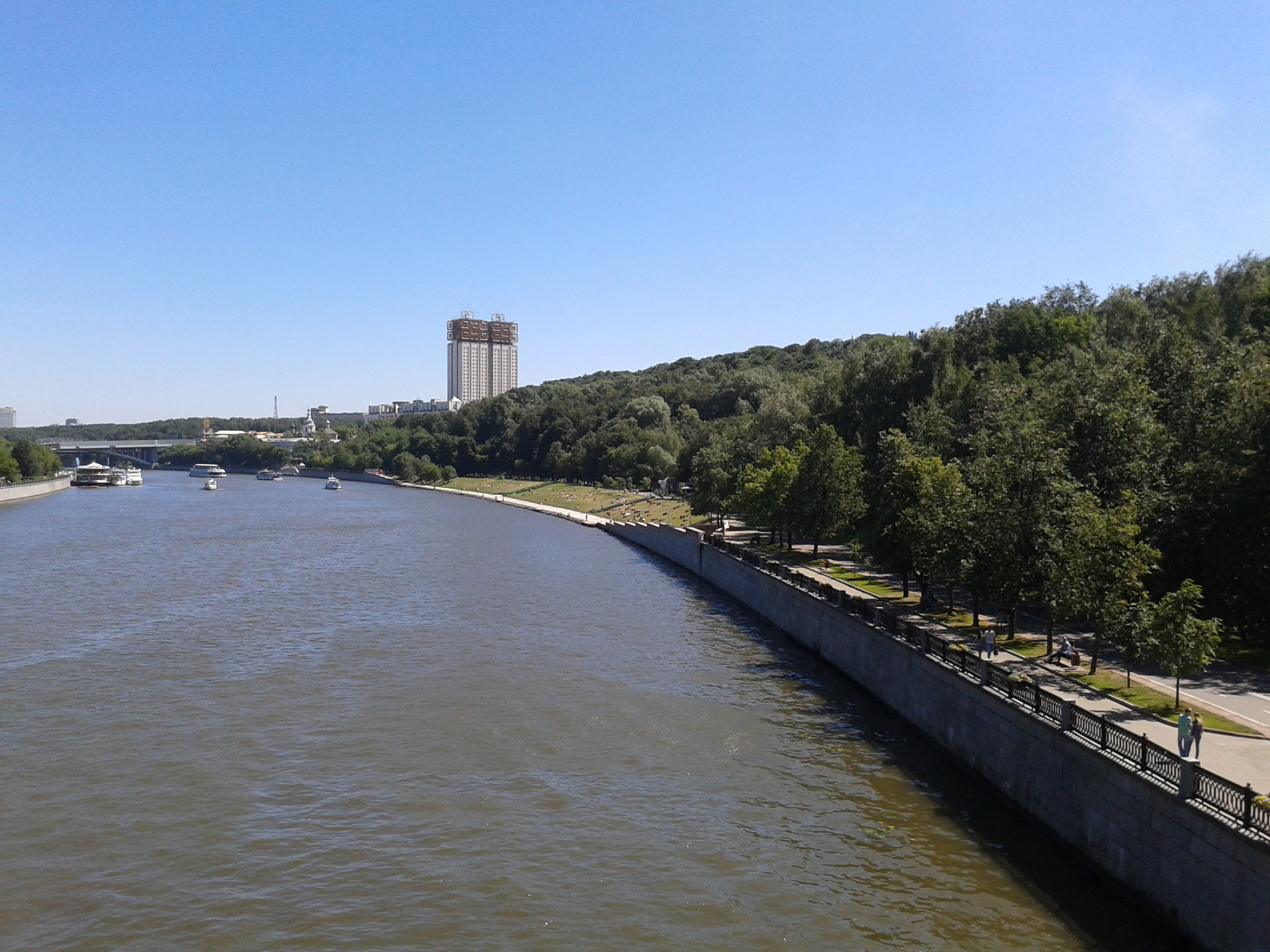
Андреевская набережная с Лужнецкого моста
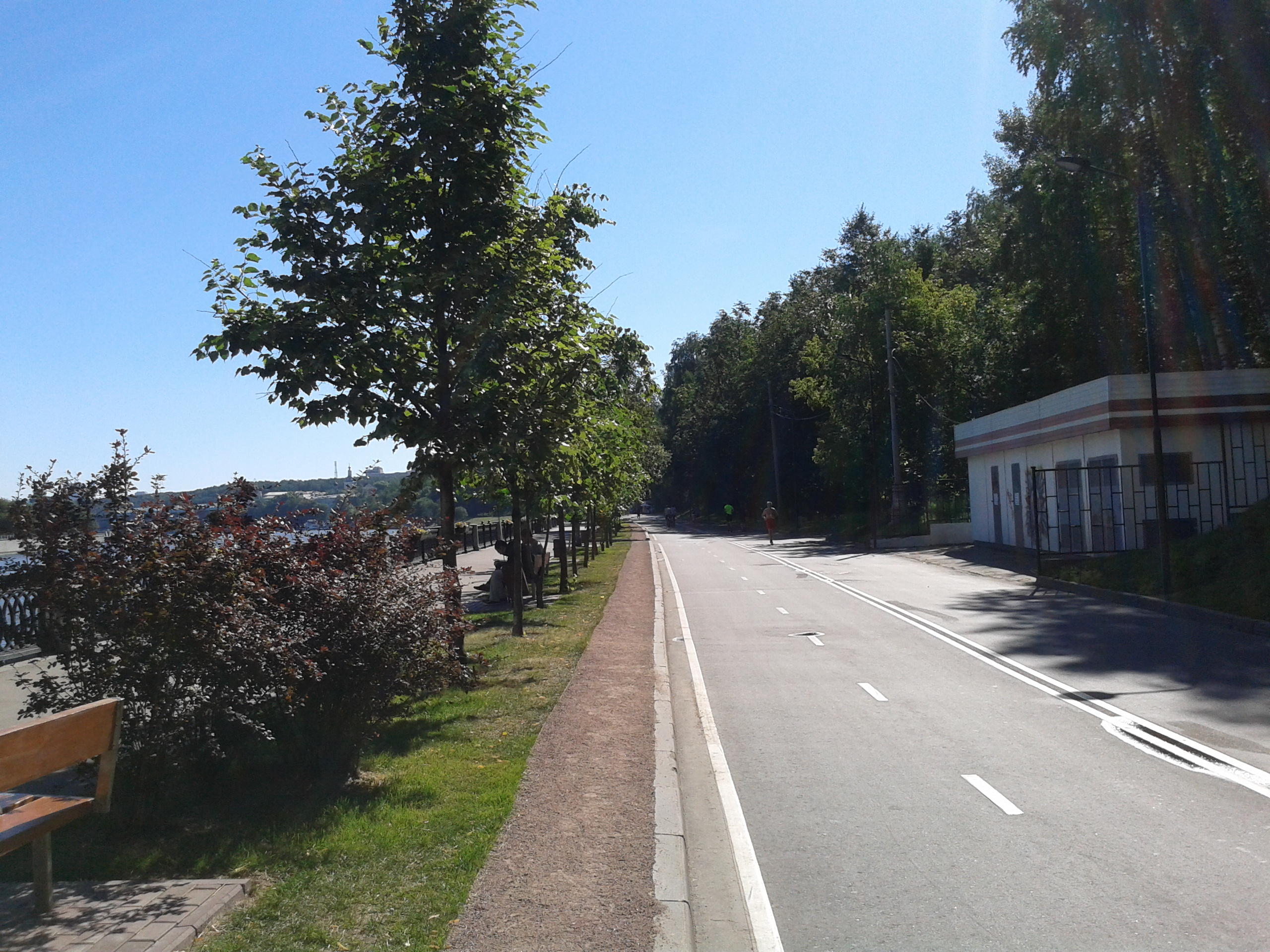
Андреевская набережная
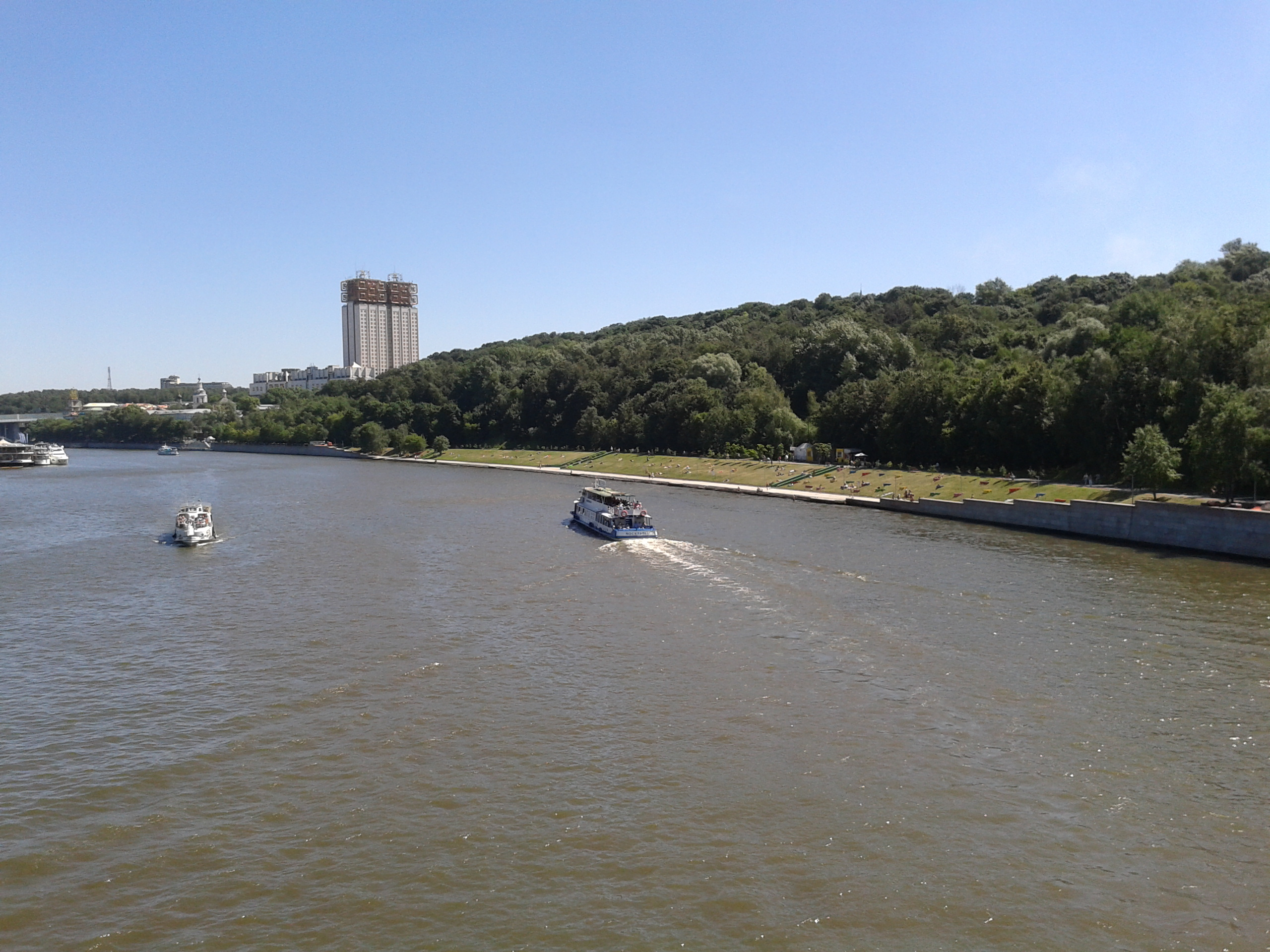
Андреевская набережная с Лужнецкого моста